# Andron
Andron (gr.: Ἀνδρῶν) – reprezentacyjne pomieszczenie dla mężczyzn w domu greckim, przeznaczone przede wszystkim na sympozjony. Sale tego rodzaju znajdowały się zarówno w domach prywatnych jak i w budynkach publicznych.